# Tony Sirico
Genaro Anthony "Tony" Sirico, Jr. (Brooklyn, New York, 29. srpnja 1942. – Fort Lauderdale, Florida, 8. srpnja 2022.) bio je američki glumac, najpoznatiji kao Paulie Gualtieri iz televizijske serije Obitelj Soprano.

## Vanjske poveznice
- Tony Sirico u internetskoj bazi filmova IMDb-u (engl.)